# نيكولاس براساد
نيكولاس براساد (بالإنجليزية: Nicholas Prasad) هو لاعب كرة قدم كندي وفيجي في مركز الدفاع، ولد في 7 ديسمبر 1995 في إدمونتون في كندا. لعب مع تولسا روناكس.

## وصلات خارجية
- نيكولاس براساد على موقع قاعدة بيانات كرة القدم.إي يو (الإنجليزية)
- نيكولاس براساد على موقع ناشيونال فوتبول تيمز (الإنجليزية)
- نيكولاس براساد على موقع Soccerway.com (الإنجليزية)